# William Herald
William Herald (n. 28 aprilie 1900, Noul Wales de Sud, Australia – d. 13 februarie 1976, Sydney, Noul Wales de Sud, Australia) a fost un înotător ce a reprezentat Australia, medaliat olimpic. A participat la o ediție a Jocurilor Olimpice (1920) în care a câștigat două medalii de argint.